# Cicurina colorada
Cicurina colorada är en spindelart som beskrevs av Chamberlin och Ivie 1940. Cicurina colorada ingår i släktet Cicurina och familjen kardarspindlar. Inga underarter finns listade i Catalogue of Life.